# Alemanha Ocidental nos Jogos Olímpicos de Inverno de 1988
A Alemanha Ocidental competiu nos Jogos Olímpicos de Inverno de 1988, realizados em Calgary, Canadá.